# Jules Berry
Pour les articles homonymes, voir Berry (homonymie).
Jules Paufichet, dit Jules Berry, est un acteur français, né le 9 février 1883 à Poitiers (Vienne) et mort le 23 avril 1951 dans le 14e arrondissement de Paris.
Alternant les rôles de personnages perfides avec les comédies plus légères, il compte parmi ses films les plus célèbres Le Crime de Monsieur Lange de Jean Renoir, Les Visiteurs du soir et Le Jour se lève réalisés par Marcel Carné.
La faconde, la gestuelle et l'attitude désinvolte de l'acteur influencent ses successeurs comme, notamment, Jean-Paul Belmondo.

## Biographie

### Jeunesse
Marie Louis Jules Paufichet, de son nom complet, est né de parents quincailliers installés dans le Poitou. Il a deux frères. La famille s'installe en 1888 à Paris où Jules effectue ses études au lycée Louis-le-Grand puis est diplômé de l'école d'architecture de l'École des beaux-arts.

### Le théâtre
Au cours de ses études, il se découvre une grande attirance pour le théâtre. Il est engagé par le théâtre Antoine, après une audition, pour jouer La Mort du duc d'Enghien de Léon Hennique ainsi que Le Perroquet vert d'Arthur Schnitzler. Plus tard, il se produit au théâtre de l'Ambigu et à l'Athénée. Lors d'une tournée à Lyon, il est remarqué par Jean-François Ponson qui l'engage pour douze ans au théâtre des Galeries Saint-Hubert à Bruxelles. Le public bruxellois lui réserve un très bon accueil. Sur cette scène, il joue notamment Le Mariage de Mademoiselle Beulemans. Par la suite, il crée une trentaine de pièces à succès de Marcel Achard, Alfred Savoir, Louis Verneuil et Roger Ferdinand.

### Le cinéma

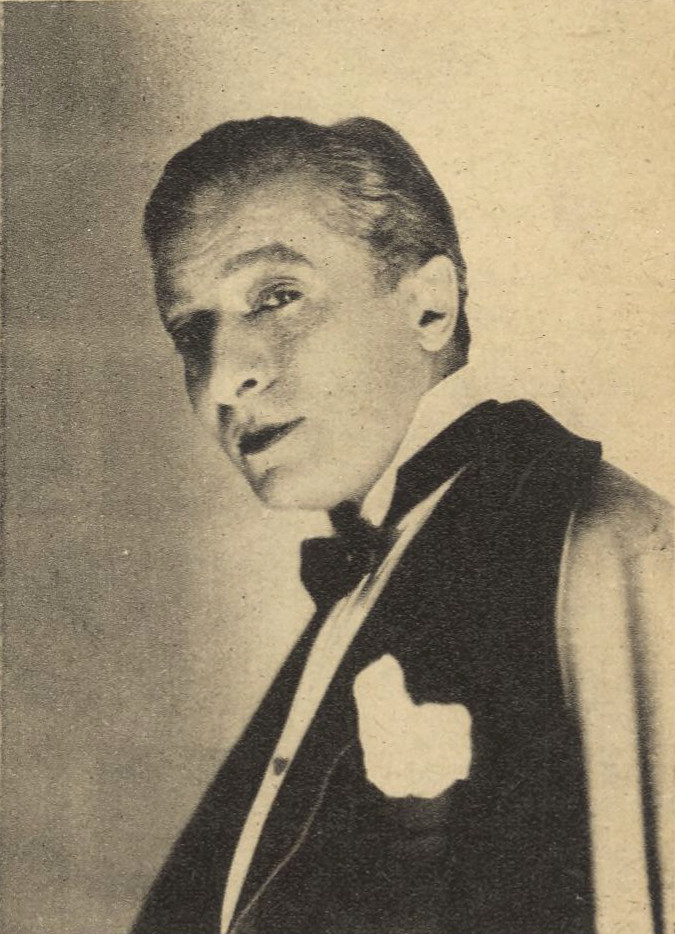
Jules Berry en 1925, photographié par Henri Manuel.

Il se lance dans le cinéma muet en 1911 avec Olivier Cromwell d'Henri Desfontaines, puis dans le parlant en 1931 avec  Mon cœur et ses millions, aux côtés de Suzy Prim. Au total, il jouera dans 96 films parlants et 6 films muets, où le pire côtoie le meilleur.
Jules Berry incarne la grandiloquence, l'extravagance, le fantasque dont au cinéma notamment, l'acteur Pierre Brasseur incarne le digne héritier. Il est l'un des plus grands acteurs du cinéma français. Parmi ses meilleurs films, notons Le Crime de Monsieur Lange de Jean Renoir, Les Visiteurs du soir de Marcel Carné où il sera admirable dans le rôle du diable, Le Jour se lève du même réalisateur, Le Voyageur de la Toussaint de Louis Daquin, Baccara d'Yves Mirande, 27, rue de la Paix de Richard Pottier et l'Habit vert de Roger Richebé. Il met un terme à sa carrière cinématographique en 1951 pour interpréter les textes de Jacques Prévert.

### Vie privée

#### Couple

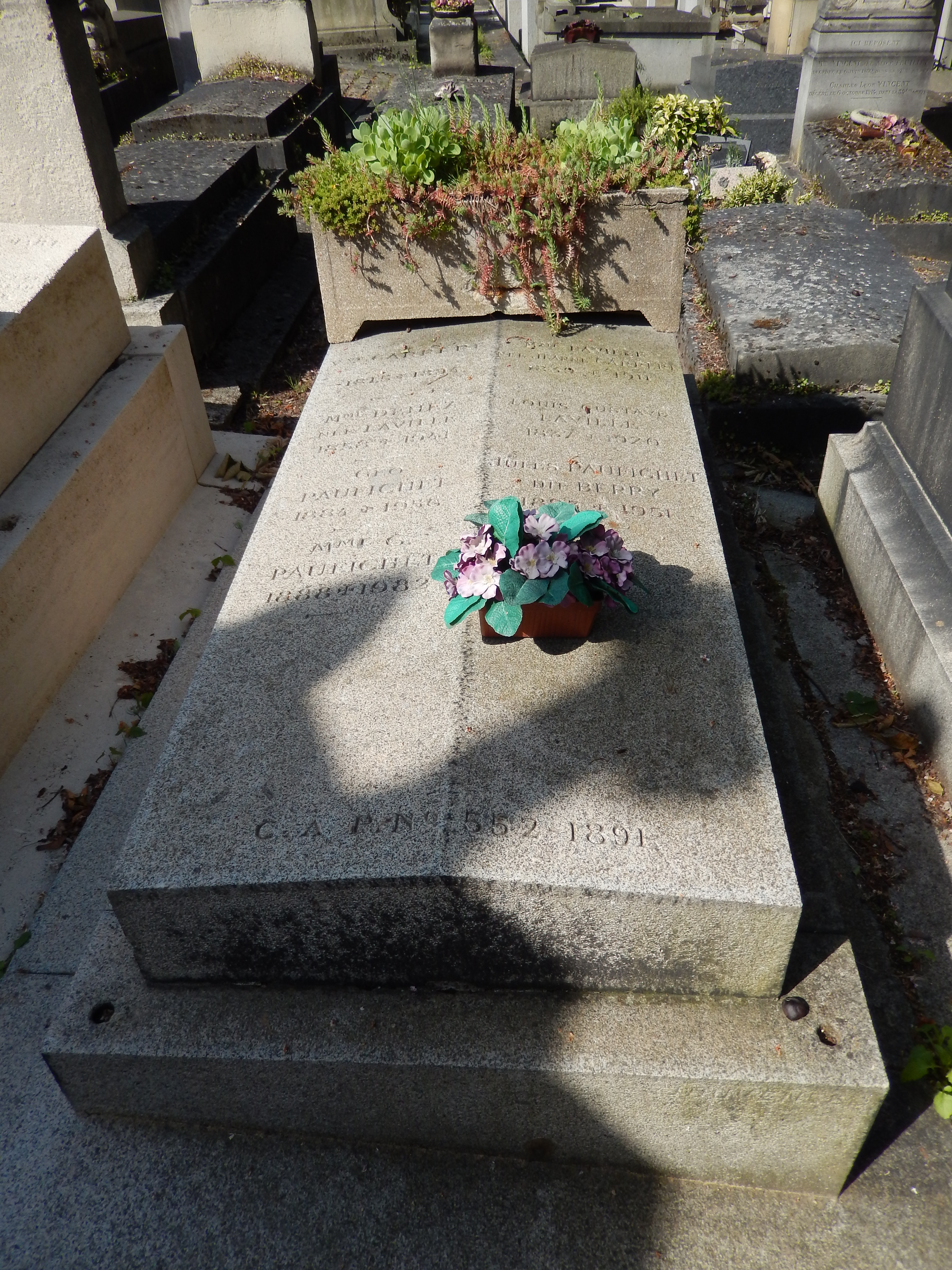
Tombe de Jules Berry au cimetière du Père-Lachaise (division 80).

Jules Berry vit des liaisons successives avec les actrices Jane Marken, Suzy Prim et Josseline Gaël avec laquelle il a une fille nommée Michelle, née en août 1939.
Joueur compulsif, il a pour habitude de « flamber » tous ses cachets au casino et aux courses de chevaux.
En 1946, il témoigne pour Josseline Gaël dont il est séparé mais qui se trouve accusée de collaboration du fait de ses relations avec Antonin Saulnier, son amant et « Gueule Tordue »[pas clair]. Il lui évitera sans doute une plus lourde condamnation.

#### Mort
En avril 1951, admis à l'hôpital Broussais, il y meurt victime d'une crise cardiaque causée par son traitement contre les rhumatismes (on avait omis de lui dire de ne pas boire d'alcool avec le traitement).
Il est inhumé au cimetière du Père-Lachaise (division 80).

## Filmographie
- 1908 : Tirez, s'il vous plait de Louis J. Gasnier
- 1910 : Shylock, le marchand de Venise - court-métrage - d'Henri Desfontaines
- 1911 : Olivier Cromwell - court-métrage - d'Henri Desfontaines
- 1912 : Les Amis de la mort court métrage, production Éclipse
- 1912 : Le Secret du lac court métrage, production Éclipse
- 1928 : L'Argent de Marcel L'Herbier : Huret, le journaliste
- 1931 : Mon cœur et ses millions d'André Berthomieu sous le pseudonyme Modeste Arveyres : Franck Creighton
- 1932 : Le Roi des palaces de Carmine Gallone : Claude Decoucy
- 1932 : Quick de Robert Siodmak : Quick
- 1934 : Une femme chipée de Pierre Colombier : Monsieur Germont
- 1934 : Arlette et ses papas d'Henry Roussell : Pierre
- 1934 : Un petit trou pas cher - court métrage - de Pierre-Jean Ducis
- 1935 : Jeunes Filles à marier de Jean Vallée : Perret
- 1935 : Et moi, j'te dis qu'elle t'a fait de l’œil de Jack Forrester : André Courvalin
- 1935 : Le Crime de Monsieur Lange de Jean Renoir : M. Batala
- 1935 : Touche à tout de Jean Dréville : le comte de Bressac
- 1935 : Le Crime de Monsieur Pegotte - court métrage - de Pierre-Jean Ducis : M. Pegotte
- 1935 : Baccara d'Yves Mirande et Léonide Moguy (premier assistant-réalisateur) : André Leclerc
- 1936 : Le Disque 413 de Richard Pottier : le capitaine Richard Maury
- 1936 : 27, rue de la Paix de Richard Pottier : Denis Grand
- 1936 : Une poule sur un mur de Maurice Gleize : Henri Sornin
- 1936 : Rigolboche de Christian-Jaque : Bobby
- 1936 : Le Mort en fuite d'André Berthomieu : Hector Trignol
- 1936 : Monsieur Personne de Christian-Jaque : le comte de Trégunc
- 1936 : Les Loups entre eux de Léon Mathot : le commissaire Raucourt
- 1936 : La Bête aux sept manteaux ou L'Homme à la cagoule noire de Jean de Limur : Pierre Arnal
- 1936 : Aventure à Paris de Marc Allégret : Michel Levasseur
- 1936 : Le Voleur de femmes d'Abel Gance : Sadoc Torner
- 1937 : Le Chemin de Rio (Cargaison blanche) de Robert Siodmak : Moreno
- 1937 : L'Homme à abattre de Léon Mathot : le commissaire Raucourt
- 1937 : Un déjeuner de soleil de Marcel Cohen : Pierre Haguet
- 1937 : Les Rois du sport de Pierre Colombier : Burette
- 1937 : Rendez-vous Champs-Élysées de Jacques Houssin : Max
- 1937 : Le Club des aristocrates de Pierre Colombier : Serge de Montbreuse
- 1937 : L'Occident d'Henri Fescourt : Max, le portier
- 1937 : L'Habit vert de Roger Richebé : Parmeline
- 1937 : Arsène Lupin détective d'Henri Diamant-Berger, Arsène Lupin
- 1937 : Balthazar de Pierre Colombier, Balthazar
- 1938 : Les Deux Combinards ou Le Système Bouboule de Jacques Houssin : Jacques Barisart
- 1938 : Hercule ou L'Incorruptible d'Alexander Esway : Vasco
- 1938 : Son oncle de Normandie ou La Fugue de Jim Baxter de Jean Dréville : Joseph
- 1938 : L'Inconnue de Monte-Carlo d'André Berthomieu : Messirian
- 1938 : Eusèbe député d'André Berthomieu
- 1938 : Clodoche ou Sous les ponts de Paris de Raymond Lamy et Claude Orval : le prince Berky
- 1938 : Carrefour de Curtis Bernhardt : Lucien Sarroux
- 1938 : Café de Paris de Georges Lacombe et Yves Mirande : Louis Fleury
- 1938 : Mon père et mon papa de Gaston Schoukens : Louis Vaillant
- 1938 : L'Avion de minuit de Dimitri Kirsanoff : Carlos
- 1938 : Accord final d'Ignacy Rosenkranz : le baron Larzac
- 1939 : La Famille Duraton de Christian Stengel : Samy
- 1939 : Face au destin d'Henri Fescourt : Claude
- 1939 : Derrière la façade d'Yves Mirande et Georges Lacombe : Alfredo
- 1939 : Cas de conscience de Walter Kapps : Laurent Arnoux
- 1939 : Le jour se lève de Marcel Carné : Monsieur Valentin, le dresseur de chiens
- 1940 : Retour au bonheur ou L'Enfant de la tourmente de René Jayet : Bertini
- 1940 : L'Héritier des Mondésir d'Albert Valentin : Waldemar
- 1940 : Chambre 13 d'André Hugon : Totor
- 1940 : L'An 40 de Fernand Rivers : Stanislas
- 1940 : La Troisième Dalle de Michel Dulud : Stéphane Barbaroux
- 1940 : Paris-New York d'Yves Mirande : le manager
- 1940 : Soyez les bienvenus de Jacques de Baroncelli : le joueur
- 1941 : L'Embuscade de Fernand Rivers : Armand Limeuil
- 1941 : Parade en sept nuits de Marc Allégret : l'inspecteur Calas
- 1942 : Les Petits Riens de Raymond Leboursier : M. Lefèvre
- 1942 : La Symphonie fantastique de Christian-Jaque : Schlesinger
- 1942 : Les Visiteurs du soir de Marcel Carné : le diable
- 1942 : Le Grand Combat de Bernard Roland : Charlie
- 1942 : Le Camion blanc de Léo Joannon : Shabbas
- 1942 : L'assassin a peur la nuit de Jean Delannoy : Jérôme
- 1943 : Après l'orage de Pierre-Jean Ducis : Alex Krakov
- 1943 : Le Voyageur de la Toussaint de Louis Daquin : Plantel
- 1943 : Marie-Martine d'Albert Valentin : Loïc Limousin
- 1943 : Tristi Amori de Carmine Gallone
- 1943 : Je vous aimerai toujours (T'amero sempre) de Mario Camerini : Oscar
- 1943 : Le Soleil de minuit de Bernard Roland : Forestier
- 1943 : Le mort ne reçoit plus de Jean Tarride : Jérôme Armandy
- 1943 : L'Homme de Londres d'Henri Decoin : M. Brown
- 1943 : Béatrice devant le désir de Jean de Marguenat : Richelière
- 1945 : Monsieur Grégoire s'évade de Jacques Daniel-Norman : Charles Tuffal
- 1945 : Dorothée cherche l'amour d'Edmond T. Gréville : Monsieur Pascal
- 1945 : Messieurs Ludovic de Jean-Paul Le Chanois : Guillaume Maréchal
- 1946 : L'assassin n'est pas coupable de René Delacroix : lui-même
- 1946 : Étoile sans lumière de Marcel Blistène : Billy Daniel
- 1946 : La Taverne du poisson couronné de René Chanas : Fléo
- 1946 : Rêves d'amour de Christian Stengel : M. Belloni
- 1946 : Désarroi de Robert-Paul Dagan : M. Frontenac
- 1947 : Si jeunesse savait d'André Cerf : Charles Vigne
- 1949 : Tête blonde de Maurice Cam : Frédéric Truche
- 1949 : Portrait d'un assassin de Bernard Roland : Pfeiffer
- 1949 : Pas de week-end pour notre amour de Pierre Montazel : le baron Richard
- 1949 : Histoires extraordinaires de Jean Faurez : Fortunato
- 1949 : Vedettes en liberté - court métrage - de Jacques Guillon : lui-même
- 1950 : Sans tambour ni trompette de Roger Blanc : le cousin
- 1950 : Le Gang des tractions-arrière de Jean Loubignac : le baron Dupuy de La Margelle
- 1951 : Les Maîtres nageurs d'Henri Lepage : M. Chamboise

## Théâtre
- 1903 : La Mort du duc d'Enghien de Léon Hennique, théâtre Antoine
- Le Perroquet vert d'Arthur Schnitzler, théâtre de l'Athénée
- Roger la honte de Jules Mary
- L'Arlésienne d'Alphonse Daudet
- La Duchesse des Folies Bergère de Georges Feydeau
- 1910 : Le Mariage de Mademoiselle Beulemans, de Fernand Wicheler et Frantz Fonson, théâtre royal des Galeries Bruxelles, théâtre de la Renaissance Paris
- 1911 : Le Petit Café de Tristan Bernard, théâtre du Palais-Royal
- 1913 : La Demoiselle de magasin de Frantz Fonson, théâtre du Gymnase
- Miquette et sa mère de Robert de Flers et Gaston Arman de Caillavet
- Occupe-toi d'Amélie de Georges Feydeau
- 1920 : Et moi, j'te dis qu'elle t'a fait d'l'œil de Maurice Hennequin et Pierre Veber, Théâtre du Palais-Royal
- 1921 : La Huitième Femme de Barbe-Bleue d'Alfred Savoir, Théâtre des Mathurins, Théâtre de la Potinière, Théâtre Michel
- 1921 : La Maîtresse imaginaire de Félix Gandéra, Théâtre de la Renaissance
- 1921 : La Demoiselle de magasin de Frantz Fonson, Théâtre des Arts
- 1921 : Simone est comme ça d'Yves Mirande et Alex Madis, Théâtre des Capucines
- 1922 : Banco d'Alfred Savoir, Théâtre de la Potinière
- 1922 : Le Béguin de Pierre Wolff, Théâtre du Vaudeville
- 1923 : La Couturière de Lunéville d'Alfred Savoir, Théâtre du Vaudeville, Théâtre Femina
- 1923 : La Huitième Femme de Barbe-Bleue d'Alfred Savoir, Théâtre des Mathurins
- 1924 : Ce que femme veut d'Alfred Savoir et Étienne Rey, mise en scène Charlotte Lysès, théâtre des Mathurins
- 1924 : Le Chemin des écoliers d'André Birabeau, théâtre des Mathurins
- 1924 : La Grande Duchesse et le garçon d'étage d'Alfred Savoir, théâtre de l'Avenue
- 1924 : Banco d'Alfred Savoir, théâtre des Variétés
- 1924 : Le Fruit vert de Régis Gignoux et Jacques Théry, théâtre des Variétés
- 1925 : L'Éternel Printemps d'Henri Duvernois et Max Maurey, théâtre des Variétés
- 1925 : Parce que de Jean Alley, théâtre des Mathurins
- 1926 : Monsieur de Saint-Obin d'André Picard et H. M. Harwood, théâtre des Variétés
- 1926 : Ta bouche opérette d'Albert Willemetz, Maurice Yvain, Yves Mirande
- 1927 : Simone est comme ça d'Yves Mirande et Alex Madis, théâtre de l'Avenue
- 1927 : Baccara de René Saunier, mise en scène Jules Berry, théâtre des Mathurins
- 1927 : La Livrée de Monsieur le Comte de Francis de Croisset d'après la pièce de Melville Collins, théâtre de l'Avenue
- 1928 : Le Rabatteur d'Henri Falk, théâtre de l'Avenue
- 1928 : La vie est belle de Marcel Achard, théâtre de la Madeleine
- 1929 : L'Homme de joie de Paul Géraldy et Robert Spitzer, théâtre de la Madeleine
- 1929 : L'Aube, le jour et la nuit de Dario Niccodemi
- 1929 : Chez les Chiens d'Alfred Savoir, théâtre de la Potinière
- 1929 : Banco d'Alfred Savoir, mise en scène Jules Berry, théâtre de la Potinière
- 1930 : Guignol, un cambrioleur de Georges Berr et Louis Verneuil, Théâtre de la Potinière
- 1930 : La vie est belle de Marcel Achard, théâtre de la Potinière
- 1930 : Quick de Félix Gandéra, théâtre de la Potinière
- 1930 : Institut de beauté de J Valcler, théâtre de la Potinière
- 1930 : Le Pyjama de Jules Rateau, théâtre de la Potinière
- 1931 : Déodat d'Henry Kistemaeckers, théâtre Édouard VII
- 1931 : Monsieur de Saint-Obin d'André Picard et H. M. Harwood, théâtre Édouard VII
- 1931 : Bluff de Georges Delance, théâtre des Variétés
- 1932 : Cabrioles de Roger Ferdinand, théâtre de l'Œuvre
- 1932 : Maria d'Alfred Savoir, théâtre des Ambassadeurs
- 1933 : La Chauve-Souris opérette de Johann Strauss d'après Henri Meilhac et Ludovic Halévy, mise en scène Max Reinhardt, théâtre Pigalle
- 1940 : Banco d'Alfred Savoir, théâtre Marigny
- 1950 : Cabrioles de Roger Ferdinand, théâtre Édouard VII
- 1951 : Ce monde n'est pas fait pour les anges de Pascal Bastia, théâtre Édouard VII